# Kelly Cristina
Kelly Cristina Pereira da Silva (Rio de Janeiro, 15 de maio de 1985) é uma futebolista brasileira. Atua como atacante no Fluminense.

## Carreira
Foi acompanhar uma amiga num teste no Vasco e acabou sendo chamada. Jogou no clube carioca até 2001, quando o departamento de futebol feminino foi fechado. Então a atacante passou a treinar sozinha até ser contratada, na metade de 2003, pelo Petrobras. No mesmo ano foi convocada pela primeira vez para a Seleção Brasileira de Futebol Feminino que disputaria a Copa do Mundo de Futebol Feminino de 2003. Kelly fez parte do elenco que jogou os Jogos Olímpicos em Atenas 2004, vencendo a medalha de prata.
Fez parte do elenco vice-campeão do Campeonato brasileiro serie A-2 pelo Fluminense, em 2023 que garantiu o acesso a A-1 para o clube pela primeira vez em sua história. 
Kelly chegou ao elenco do Fluminense em 2019 e está no clube desde o início do projeto do futebol feminino e obrigatoriedade da categoria com a implementação do Artigo 23 da FIFA. Em 2001, com 16 anos, quando atuava pelo Duque de Caxias, teve sua primeira convocação para a seleção sub-19, em que disputou dois torneios Sul-Americanos e dois Mundiais pela categoria. Logo depois, veio a oportunidade na seleção principal, e disputou a Copa do Mundo de 2003. 